# Aymerich (famiglia)
La famiglia Aymerich o Aymerich di Laconi ha origine nella Gallia Narbonense nel sec. VIII. Successivamente si trasferì in Catalogna e dippoi, nel XIV secolo, in Sardegna.

## Storia
Famiglia sarda di origine catalana, da questa antichissima casa uscirono governatori, viceré, vescovi, senatori, dignitari di Ordini cavallereschi di Italia e di Spagna. Si ricordano Guglielmo alla conquista di Lerida (1140), Giovanni alla conquista di Valenza (1239), Guglielmo fra i "Ricos Hombres" di scorta al Re Don Pietro al duello col Duca Carlo di Valois e delegato presso il Papa per la firma della pace con lo stesso Duca (1283). Arnaldo, arbitro delle Corti di Aragona per decidere le pretese contro il Re Don Alfonso III (1286).
Giovanni, Signore di Rubinar, ebbe concessione dal Re Don Giovanni II, il 22 settembre 1476, di inquartare nelle sue armi quelle di Aragona e di Sicilia. Con privilegio del 20 dicembre 1535 Don Pietro ebbe dall'imperatore Carlo V la concessione di fregiarsi dell'Aquila Imperiale bicipite e la concessione che le donne di casa Aymerich sposando soggetto non nobile, lo rendono tale. 
Tale famiglia occupò alte cariche in Corte, Don Ignazio Aymerich y Ripoll, 10º Marchese di Laconi, 8º Conte di Villamar, con altri titoli, Grande di Spagna di 1ª Classe, gentiluomo di Camera di S. M Il Re Carlo Alberto, Prima Voce dello Stamento Militare (Cortes), fu delegato al re Carlo Alberto per chiedere la fusione completa della Sardegna alle provincie continentali. 
La famiglia Aymerich trovasi alleata con i Pignatelli, i Lanza, i Branciforti, i Castelvì, i Manca di Villahermosa, i Manca di Mores, i Zatrillas, i Ripoll, i Sanjust, gli Amat, ...

## Stemma
Arma: inquartato: al 1° e 4° in croce di S. Andrea; al 1° e 4° d'Aragona, al 2° e 3° dell'Impero; al 2° e 3° d'azzurro alla torre d'argento aperta e finestrata di nero, sormontata da tre bisanti d'argento ordinati in fascia. Scudo accollato all'Aquila Imperiale bicipite con la corona marchionale infilzata nei colli. Manto di ermellino. Cimiero: elmo e corona di marchese.

## Residenze ed Edifici d'Interesse Storico
- Palazzo Aymerich a Cagliari - Il palazzo, ristrutturato nell’800 dal famoso architetto Gaetano Cima, fu bombardato dalle forze alleate nel 1943. Ancora esistono buona parte delle facciate e diversi ambienti diroccati. L’edificio è sito su preesistenti strutture medioevali. Il palazzo era enorme e si estendeva da via dei Genovesi fino a via Lamarmora, coprendo due isolati, ed era per questo attraversato dal Portico Laconi che permetteva la comunicazione pedonale tra le due vie. Anche il Portico è tuttora esistente, nel dopoguerra era ancora praticabile, in seguito l’amministrazione cittadina  ne dispose la chiusura per motivi di sicurezza.

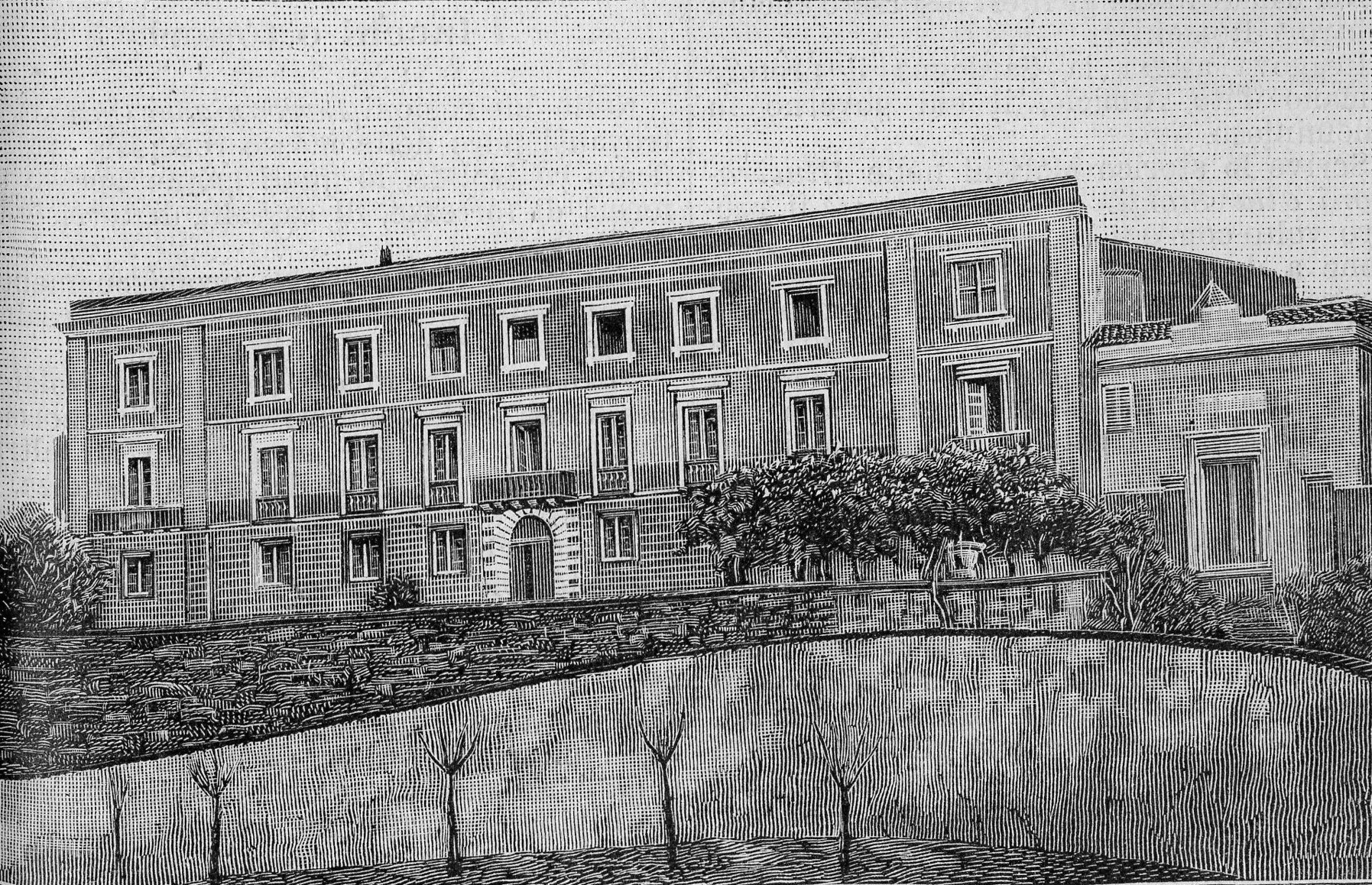
Palazzo Aymerich a Laconi (xilografia)

- Palazzo Aymerich a Laconi -  Il Palazzo è un esempio di stile neoclassico, frutto del progetto ottocentesco di Gaetano Cima, architetto cagliaritano a cui si deve la realizzazione del corpo nobile, della facciata dell'edificio e della cappella palatina. Il corpo principale dell’edificio si sviluppa su 3 piani ed è contraddistinto dalla facciata principale, in tipico stile neoclassico, scandita da finestre e balconcini. All’interno, nel “piano nobile” sono ancora visibili carte da parati d’epoca, realizzate dalla tipografia francese Maison Dufour.
- Castello di Sanluri - Il castello acquisì un'unica destinazione residenziale e fu venduto ai De Sena, per poi passare agli Henriquez, ai Castelvì, agli Aymerich di Laconi e infine venduto ai Conti Villa Santa nel 1924.
- Castello Aymerich a Laconi - L'edificio nacque in epoca medievale, la torre maestra, a pianta rettangolare, risale all’XI-XII secolo, accanto a questa sorge il castello vero e proprio, strutturato su due piani: quello inferiore è contemporaneo alla torre, mentre quello superiore è successivo, e presenta alle finestre eleganti modanature in stile catalano-aragonese
- Chiesa di Nostra Signora della Speranza - (Chiesa Privata Aymerich a Cagliari). Non si conosce la data precisa di edificazione della chiesa, comunque avvenuta tra il XV e il XVI secolo. Una indicazione preziosa ci viene dallo stemma degli Aymerich, scolpito sopra il portale, recante l'aquila bicipite, concessa alla famiglia nel 1535 da Carlo V, la chiesa quindi potrebbe essere stata edificata o restaurata posteriormente a tale data.
- Parco Aymerich a Laconi - Nel 1830 per volere di don Ignazio Aymerich Ripoll, senatore del Regno d’Italia e appassionato di botanica, realizza il più grande parco urbano della Sardegna che oggi conta 24 ettari. Come da consuetudine nell’estetica romantica, il giardino fu arricchito da essenze floreali e piante esotiche come il Cedro del Libano, uno dei primi esemplari del genere introdotti in Europa, e il Cedro dell’Hymalaia.
- Giardino Aymerich a Laconi